# 栖息鸟属
栖息鸟属（学名：Incolornis）是种已灭绝的史前鸟类，生存于距今8900至8600万年前的晚白垩世科尼亚克期。遗骸发现于乌兹别克斯坦的贝斯克提组。该属仅有破碎的喙骨被发现，分类地位也模糊不清，可能是种真反鸟类。
已命名两个物种：席氏栖息鸟（Incolonis silvae）与马氏栖息鸟（I. martini），后者最初被归入反鸟属。估计席氏种身长135（5.3英寸）、马氏种身长220（8.7英寸）。